# Cedille Records
Cedille Records è l'etichetta discografica indipendente della Chicago Classical Recording Foundation.

## Storia
Nel 1989 James Ginsburg, il figlio del giudice supremo della Corte Suprema degli Stati Uniti Ruth Bader Ginsburg, fondò la Cedille Records come società di registrazione di musica classica a scopo di lucro con musicisti di Chicago. La visione di Ginsburg per Cedille era "di registrare musicisti locali trascurati dalle etichette più importanti". Cedille era e rimane l'unica etichetta classica con sede a Chicago da Mercury Living Presence negli anni '50. Nel 1994 Cedille è stata trasformata in un'etichetta discografica senza scopo di lucro sotto l'ombrello della Chicago Classical Recording Foundation.
Le pubblicazioni dell'etichetta comprendevano The Pulitzer Project, un album con la Grant Park Symphony Orchestra di Chicago che include due registrazioni in prima mondiale: "A Free Song" di William Schuman (Pulitzer 1943) e "Cantico del sole" di Leo Sowerby (Pulitzer 1946).

## Premi ed onorificenze
Diversi CD pubblicati sull'etichetta hanno vinto o sono stati nominati ai Grammy Awards. Nel 2004 i Brahms & Joachim Violin Concertos sono stati nominati per il Grammy Award per il miglior album di progettazione classica e nel 2005 Robert Kurka Symphonic Works è stato nominato nella stessa categoria. Nel 2008 il gruppo eighth blackbird vinse il Grammy Award come miglior esecuzione da camera per il loro album strange imaginary animals. Nello stesso anno Judith Sherman vinse il Grammy Award come produttore dell'anno, classico per il suo lavoro con la casa. strange imaginary animals fu incluso tra i suoi crediti di produzione insieme all'album String Poetic di Jennifer Koh, che è stato nominato nella categoria Best Chamber Music Performance nello stesso anno. Nel 2009 l'album di Ursula Oppens Oppens Plays Carter è stato nominato per la Best Instrumental Soloist Performance (without orchestra) nel 2009. La maggior parte di quelli nominati per i Grammy Awards e altri trentuno album pubblicati sull'etichetta hanno ricevuto il punteggio più alto di Classics Today, 10/10.
La canzone "Nulla in Mundo Pax Sincera" da A Vivaldi Concert è stata presentata nel documentario Pale Male, un episodio della serie di documentari Nature sulla PBS.

## Lista
- Dmitry Paperno
- Easley Blackwood, Jr.
- David Schrader
- Kim Scholes
- Rembrandt Chamber Players
- Patrice Michaels
- Georgia Mangos e Louise Mangos
- Chicago Symphony Orchestra
- Boston Symphony Orchestra
- Vermeer Quartet
- John Bruce Yeh
- Chicago Chamber Musicians
- Chicago Baroque Ensembles
- Paul Freeman
- Rachel Barton Pine
- Orchestra sinfonica nazionale ceca
- Joyce Castle
- Chicago Opera Theater
- Encore Chamber Orchestra
- His Majestie's Clerkes
- Patrick Sinozich
- Alex Klein
- Mary Stolper
- Wendy Warner
- Chicago Pro Musica
- Pacifica Quartet
- Nancy Gustafson
- Cathy Basrak
- Chicago Sinfonietta
- Prague Chamber Chorus
- Gaudete Brass Quintet
- Michael Tree
- Jennifer Koh
- Grant Park Orchestra
- New Budapest Orpheum Society
- eighth blackbird
- Amelia Trio
- Recho Uchida
- Jorge Federico Osorio
- Mathieu Dufour
- Charles Pickler
- Gary Stucka
- Scottish Chamber Orchestra
- Orion Ensemble
- Elizabeth Buccheri
- Cavatina Duo
- Matthew Hagle
- Trio Settecento
- Biava Quartet
- Lincoln Trio
- William Ferris Chorale
- Composer Festival Orchestra
- Richard Young
- Ricardo Castro
- Jennifer Larmore
- Royal Philharmonic Orchestra
- Chicago a cappella
- Ursula Oppens
- Chicago Children's Choir
- Baroque Band
- Beethoven Project Trio
- Jerome Lowenthal
- Irina Nuzova
- Kuang Hao-Huang
- New Brandenburg Collegium